# Tsuyoshi Yoshitake
Tsuyoshi Yoshitake (født 8. september 1981) er en tidligere japansk fodboldspiller.
Han har spillet for flere forskellige klubber i sin karriere, herunder Yokohama FC og Tokyo Verdy.